# Gertrudes de Nivelles
Gertrude de Nivelles, OSB (Landen, 626 – Nivelles, 17 de março de 659) é uma santa brabantina, da família dos pipínidas. Foi monja, fundadora e primeira abadessa de Nivelles (hoje na Bélgica), padroeira da cidade de Nivelles. A sua festa litúrgica é em 17 de Março: nesse dia a sua imagem é levada em procissão pelas ruas de Nivelles.

## Biografia
Nascida em 626, era filha de Pepino de Landen (580-640) dito Pepino, o Velho e de Santa Ida de Nivelles (Ida de Aquitânia) (597-652), e portanto irmã de Begga de Landen, de Grimoaldo, o Velho e de  São Bavão. O seu pai era chefe do palácio de Dagoberto e Rei da Austrásia era antepassado de Pepino, o Breve, Carlos Martel e Carlos Magno. 
Santa Gertrudes, na sua adolescência, foi testemunho de uma disposição de espírito profundamente religiosa, que lhe fez recusar os pretendentes que lhe foram apresentados. Com a morte do pai, a sua mãe, Santa Ida, transformou o castelo familiar em mosteiro misto, confinado a direcção à sua filha Gertrudes. As duas mulheres fizeram da oração a sua principal ocupação.
Como primeira abadessa desta comunidade mista, Gertrudes interessa-se pela vida religiosa. Amiga dos santos e missionários irlandeses Foillan e Ultan, e com uma busca incessante e aprofundada sobre a Sagrada Escritura, estuda-a com ajuda do primeiro. Foi de Gertrudes que São Foillan recebeu o terreno de Fosses-la-Ville onde se veio a estabelecer. Para ajudar Santo Ultan na sua tarefa de  evangelização em 656, Santa Gertrudes renunciou ao seu posto de abadessa e passou o resto de sua vida estudando e fazendo penitência. Gertrudes é recordada pela ajuda que deu aos mais necessitados e aos peregrinos.
Após longo sofrimento, morre aos 33 anos. A sua sobrinha, Santa Vulfetrude, sucede-lhe como abadessa de Nivelles. É representada habitualmente com o báculo e ratos, e por isso recorre-se à sua intervenção para tirar o medo aos roedores.

## Genealogia
Ver também Dinastia pipínida
Gertrudes de Nivelles 626-659.
```
                            ┌─  -
                            |
   ┌─ 
Pepino de Landen
 (°
585
 - † 
639
), 
Austrásia
 (
615
-
639
). 
   |                        |
   │                        └─  F-
   │
Santa 
Gertrudes de Nivelles

   │
   │                        ┌─ Grimaldo de Aquitânia (° ca. 
555
 - † 
599
)
   |                        |
   └─ Beata 
Ida de Nivelles
 (° ca. 
592
 - † 
652
). 
                            |
                            └─ Ida (° ca. 
560
 - † ca. 
612
)
```

## Nivelles e o mosteiro
À volta do mosteiro de Nivelles desenvolveu-se uma importante cidade cerca de 1220. De estilo românico, sofreu pesado dano na Segunda Guerra Mundial, com o lado ocidental destruído. Em 1948 iniciou-se a recuperação, em diversas campanhas, terminadas em 1984. Os habitantes de Nivelles decidiram em referendo a forma da torre central.